# Rum Tum Tugger
Rum Tum Tugger es uno de los personajes felinos de El libro de los gatos habilidosos del viejo Possum de T.S. Eliot, publicado en 1939,  y de la obra musical Cats de Andrew Lloyd Weber la cual está basada en el libro de Eliot. 
Eliot capta la atención sobre las similitudes entre los felinos de sus poemas y los rasgos de la personalidad humana.  Rum Tum Tugger es mostrado como el gato rebelde que no puede dejar de ser difícil. Nunca está satisfecho con lo que se le da.

## El poema
Tugger es notoriamente difícil de complacer y se distingue de los otros gatos tratando de ser diferente. Siempre hace lo contrario de lo que se esperaría de él, hacia la parte final del poema se deja ver al lector la idea de que Rum Tum Tugger es arteramente egocéntrico y que disfruta de serlo. 

«The Rum Tum Tugger is a Curious Cat:

If you offer him pheasant he would rather have grouse

If you put him in a house he would much prefer a flat,

If you put him a flat then he'd rather have a house.

If you set him on a mouse then he only wants a rat,

If you set him on a rat then he'd rather chase a mouse».
«El Ponc Roc Terco es un gato curioso:

Si le ofreces faisán prefiere codorniz.

Si le das casa sola quiere un piso con mozo,

y si les el piso prefiere casa gris.

Si un ratón le señalas dirá que quiere rata,

y si a la rata apuntas, no, de ratón se trata».
T.S. Eliot, El libro de los gatos habilidosos del viejo Possum.

## El musical

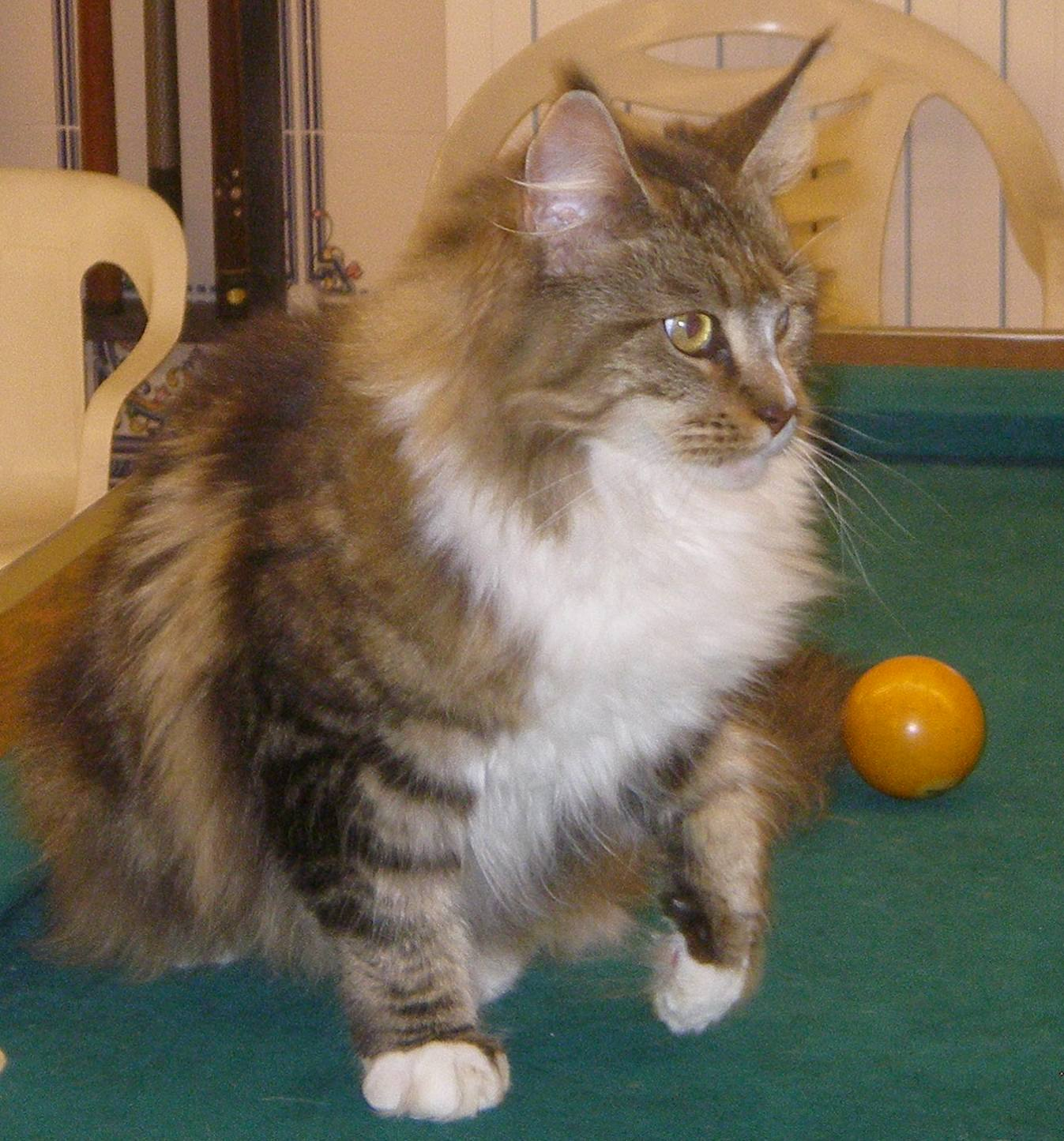
Ejemplar de maine coon.

Las tres palabras que se utilizan para describir el carácter necesario del artista que debe interpretar el papel de Tugger son: "perverso, acicalado e independiente". En la obra musical Rum Tum Tugger es un gato negro tommieecat con manchas de leopardo en el pecho y melena salvaje. En algunas producciones japonesas es de color blanco. Es considerado un gato atractivo para las gatas y admirado por el grupo de los rebeldes. Tugger disfruta siendo el centro de la atención, mientras que al mismo tiempo disfruta de ser visto como un individuo que se separa un poco del grupo.  Su personalidad es auto-obsesiva, pero muestra un gran respeto con aquellos que lo merecen, especialmente con Mr. Mistoffelees. Las gatas jóvenes (Victoria, Etcetera, Electra, y Jemima) y algunos gatos jóvenes están asombrados por Tugger, incluso algunas de las gatas adultas, espcialmente Bombalurina. 
Se supone que la raza del gato podría ser un maine coon, por su melena salvaje, ya que estas son más grandes comparativamente a la de otros gatos. De acuerdo a la canción, Tugger haría cualquier cosa para molestar a sus dueños. Tugger no aparece en muchas escenas, y cuando lo hace, suele tener un solo.  En la mayoría de las versiones de Cats, Rum Tum Tugger canta la canción "Mr. Mistoffelees", y a dueto con Munkustrap canta "Old Deuteronomy". 
Andrew Lloyd Webber ha declarado que la caracterización de Tugger pretende ser un homenaje al cantante Mick Jagger de los Rolling Stones, lo cual se puede comprobar por la forma en que se diseñó la coreografía original de Gillian Lynne, así como por el estilo de vestuario que se utilizó en el escenario. Sin embargo, en la producción fílmica del DVD de 1998, los movimientos de Rum Tum Tugger se asemejan a los que realizó John Travolta durante su actuación como Danny Zuko en la película Grease.

## Relaciones
En la versión fílmica del DVD de 1998, Tugger coquetea abiertamente con todas las gatas, sin embargo a Demeter parece desagradarle profundamente esta actitud.  A pesar de que coquetea con todas, algunos fanes de Cats han sugerido que Tugger y Bombalurina son pareja. Durante el desarrollo "de la horrible batalla entre perros pequineses y policías", Tugger toca la gaita. Debido a que Tugger y Munkustrap cantan la canción "Old Deuteronomy", el público especula que son hermanos y descendientes de Deuteronomy.

## Vestuario
Al inicio de obra, cuando todos cantan la canción "Invitation to the Jellicle Ball",  el personaje no tiene su melena, pues porta otra peluca, y tampoco tiene su cinturón puesto. La primera aparición de Tugger con su melena, peluca y accesorios es durante su propia canción, la cual se ve le gusta mucho cuando llega a destruir la diversión de la gata Gumbie.

## Interpretaciones
Paul Nicholas fue el primer actor en interpretar el papel de Rum Tum Tugger en los teatros del West End, mientras que Terrence Mann lo hizo en Broadway. John Patridge representó el papel para la versión de la producción del DVD de 1998. Durante el 25° aniversario del tour de Cats, el papel fue interpretado por Gary Watson, y en el tour mundial por Adam Steiner. Otros actores que han interpretado el papel han sido Dave Schoonover, John O'Hara, Matthew Taylor, Daesung, Ian Mcclary, Rob Morton Fowler, David Hess, Paul Nicholas,  Jackson Schultz, David Hibbard, Yves Mathieu y  Joe Velazquez.